# ニジェール川

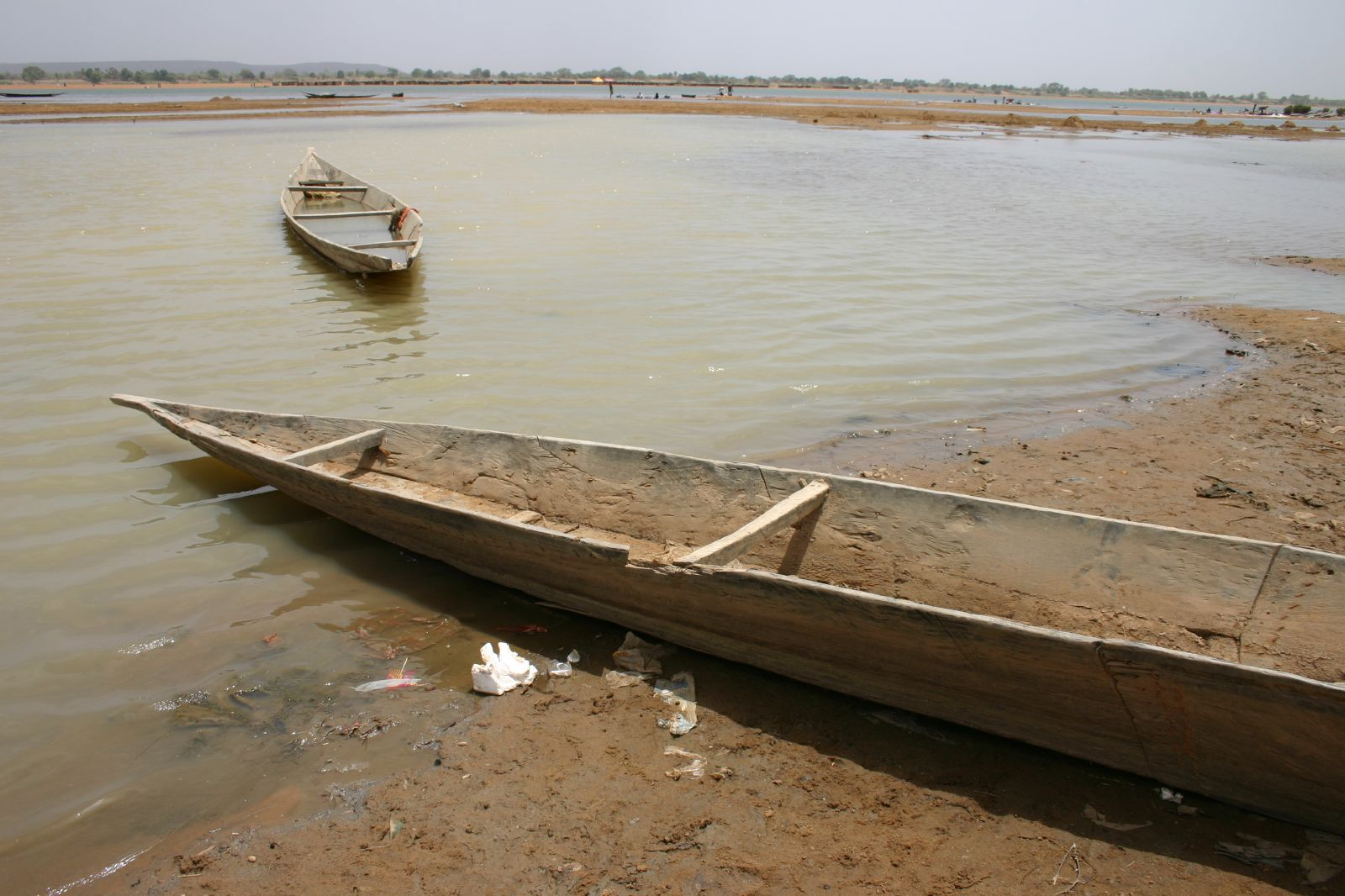
ニジェール川（クリコロ）

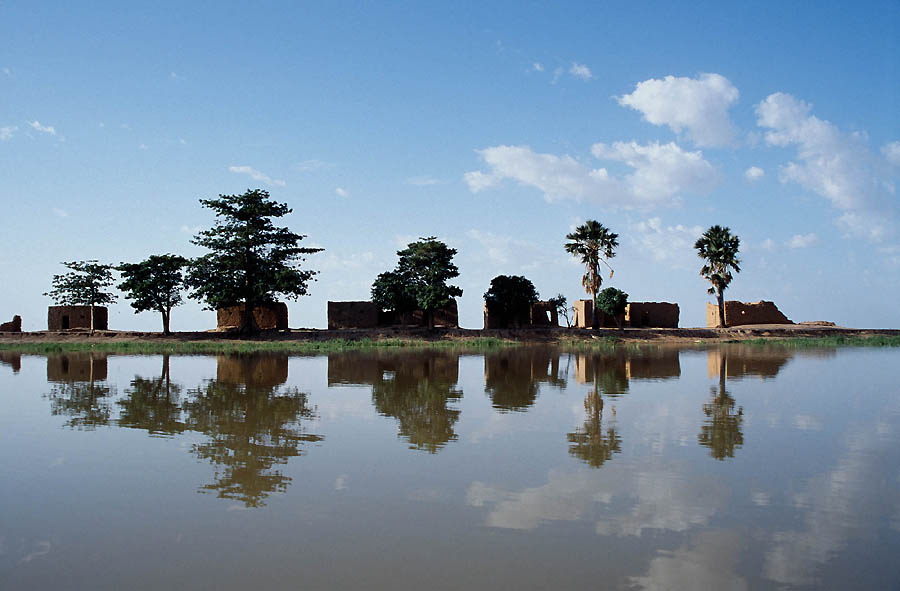
流域のデボ湖の景観

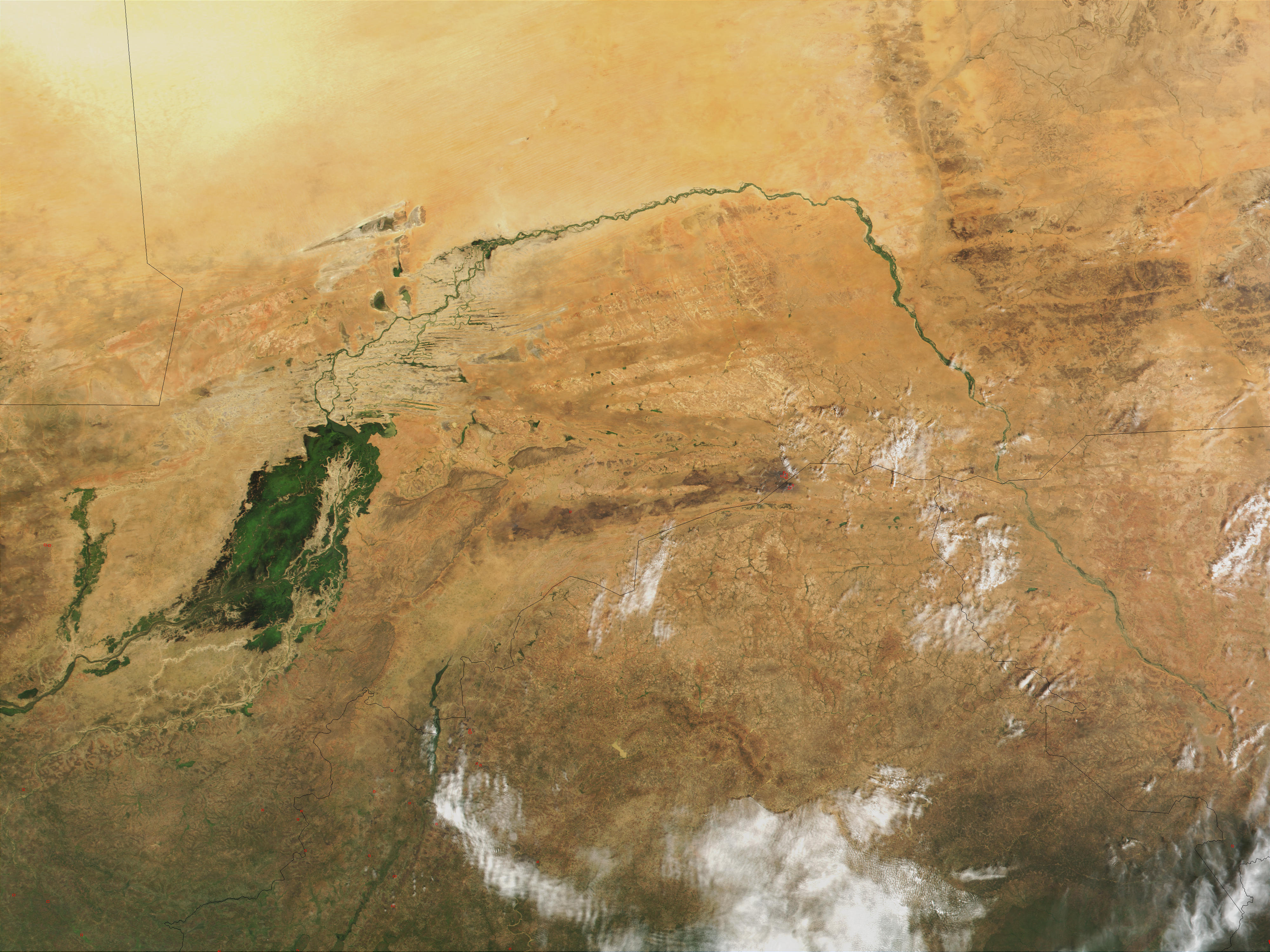
ニジェール川内陸デルタと大湾曲部。左側の緑の部分が内陸デルタ、画像中央を東西に走るのがニジェール川である

ニジェール川（ニジェールがわ、英語:Niger River、フランス語:Fleuve Niger、フラ語:Maayo Jaaliba、バンバラ語:Jeliba、ハウサ語:Kogin Neja、ヨルバ語:Odò Ọya、イボ語:Oshimiri Orimiri）は、西アフリカを流れギニア湾に注ぐ河川である。全長4,180km。流域面積は209万2,000km2。ギニアの山地から北東に流れてマリ共和国に入り、南東に転じてニジェール、ナイジェリアを流れる。河口に大デルタ地帯を形成しギニア湾に注ぐ。マリのセグーからトンブクトゥ間に内陸デルタを形成している。
乾燥したサヘル地帯を貫流しており、特に中流域に当たるマリ・ニジェール両国では重要な水源となっている。また、ギニア湾沿岸地域と北アフリカを結ぶサハラ交易の重要な拠点でもあり、流域ではガーナ王国・マリ帝国・ソンガイ帝国といった国家が興亡を繰り返した。

## 地理

### ギニア
ニジェール川本流の水源は、ギニア中部に広がるフータ・ジャロン高地の中部、シエラレオネとの国境に近い地域である。この地域は年間降水量が1500mmから2000mm以上にも達し、ニジェール川の長大な流れを満たすだけの水を供給している。水源はギニア湾から300kmほどしか離れていないが、ニジェール川は内陸部を大きく迂回するため、全長は4,180kmにも達する。ニジェール川は北東に流れながらフータ・ジャロン東麓を流れるミロ川やサンカラーニ川などの河川を集め、シギリでティンキッソ川を合わせて水量を増し、シギリの50km北東でマリ領内に入る。
一帯にオー・ニジェール国立公園があり、淡水湿地、サバナおよびオレンジストーンナッツというマホガニーの森林が多く、川に絶滅危惧種のハマギギ属のArius gigasが、流域にはツメバガン、シロガオリュウキュウガモ、アマサギ、コサギ、アフリカレンカクなどの水鳥、ティンキッソ川付近にはジャイアントイランドが生息している。ニジェール川水源地、マフー川との合流点付近、ニアンダン川とミロ川一帯、ティンキッソ川との合流点付近はラムサール条約登録地である。

### マリ共和国
ニジェール川はマリ領の中部をほぼ東西に貫流し、マリの国土は西部のセネガル川水系を除くほぼすべてがニジェール川の水系に属する。マリ国内のニジェール川本流の長さは約1700kmに達する。マリ中部は乾燥したステップ気候帯であり、ニジェール川は主要な水源となっている。流れは緩やかであるが、首都バマコを通過し、クリコロの北郊周辺からはさらに高低差が少なくなり、1000kmで数メートルの高低差しかなくなる。このため、上流で雨季となると増えた水は川から溢れ出し、さらに川自体も網の目のような複雑な流路を取るようになって、ニジェール内陸デルタを形成する。このデルタはクリコロからセグー、モプティを含む広大なものであり、増水期である7月から1月までの間には54000km2の広大な湿原ができる。このデルタは蒸発皿の役目を果たし、それまでのニジェール川の流量の3分の2がここで蒸発によって失われる。デルタ内のモプティではコートジボワール北部から流れてきたバニ川を合わせるが、失われた水量を完全に回復するわけではない。しかしこの湿原は上流からの堆積物が蓄積されることもあって肥沃であり、農業・漁業に多大な恩恵をもたらしている。
デルタを抜け、トンブクトゥの外港であるカバラ（Kabara）周辺で川は北東から東へと向きを変え、ガオの北西で南東へと向きを変える。マリのバマコあたりからニジェールのニアメあたりまでのニジェール川は北側に大きく蛇行していることから大湾曲部とも呼ばれる。

### ニジェール・ベナン
ガオの南東でニジェール領内へと入り、首都ニアメを通ったあとベナンとの国境をなす。ニジェール領内のニジェール川本流の長さは約500kmである。
一帯の森林とサバナにアフリカローズウッド、湿地にEchinochloa stagninaとAnthephora nigritanaが生え、川にDistichodus rostratusやアフリカマナティー、周辺にはサンカノゴイ、セアカアフリカオオノガン、ツメバガン、サンショクウミワシ、ダルマワシ、ジサイチョウ、シュバシコウ、シュモクドリ、アフリカゾウ、アフリカスイギュウ、ライオン、レイヨウ、チーター、カバなどが生息している。W国立公園およびその下流部の川沿いの湿地はラムサール条約登録地である。

### ナイジェリア
ナイジェリアの領内に入るとニジェール川は高度を下げていき、その過程でいくつかの急流が現れる。ナイジェリア西部にはカインジ・ダム建設によって広大なダム湖のカインジ湖ができている。カインジを過ぎ、河口から900kmのあたりから流れは再び緩やかになり、さらに降水量も大幅に増える。ナイジェリアの水系は、ラゴス・ラグーン周辺とチャド湖周辺を除くかなりの部分がニジェール川水系に属している。ナイジェリア中部、河口から550kmの地点にあるロコジャで東から流れてきたニジェール川最大の支流であるベヌエ川をあわせ水量を増すが、ギニア湾に注ぐ100km手前あたりから広大なニジェール・デルタを形成し、多数の支流を分岐させながらギニア湾へと流れ込む。河口における流量は平均で5589m3/秒、最大で27600m3/秒、最小で500m3/秒にのぼる。
内陸部のサバナ地帯にはハーテビースト、ウォーターバック、カバ、グリーンモンキー、バライロハチクイなど、三角州の熱帯雨林とマングローブにはスクレーターグエノン、アカハラグエノン、ニジェールアカコロブスを含むアカコロブス属、コビトカバ、ヨウムなどが生息している。カインジ湖国立公園のフォージ諸島、カドゥナ川との合流点付近および三角州地帯の上オラシ森林保護区と西アポイ分流一帯はラムサール条約登録地である。

## 水文
ニジェール川は源流地域が古代の固い岩盤によって形成されているため、シルトの流出が少なく、結果として堆積物も少ない。ナイル川に比べると、堆積物の量は10分の1である。一方で、ナイル川と同じく上流部の雨量の多い地域が雨季と乾季が明瞭な地域であるため、ナイルと同じようにニジェール川も定期的に増水と減水を繰り返し、上記の内陸デルタの洪水をもたらす。
ニジェール川は古代にはサハラ内陸に注いでいた河川やギニア湾に注いでいた河川などいくつもの水系や大湿地帯に分かれており、それが長い年月の間に合流しひとつの水系にまとまることで現在の河川の流路が形成されたと考えられている。
かつてはニジェール川流域は今よりも湿潤であり、ニジェール川本流からいくつもの支流が枝分かれしサハラ砂漠方面の各地に流入していたと考えられている。
マランヴィルにおけるニジェール川の流量(m3/秒)
（1952年から1992年の平均データ）

## 名称
ニジェール川は、流域の諸民族からだいたいにおいて「大きい」+「水、川」という意味で共通するそれぞれ固有の呼び名で呼ばれている。19世紀中ごろのスコットランドの探検家は、この川の呼び名について29の異なった呼び名を記録している。上流域のマンディンカ語ではJeliba、またはJolibaと呼ばれるが、これは「大きな川」という意味である。中流域のトゥアレグ人はEgerew N-Igerewen、「川の中の川」と呼ぶ。同じく中流域のソンガイ人はIsa Ber、「大きな川」と呼ぶ。中下流域のハウサ人はKwara、ヨルバ人はOyaと呼ぶ。最下流域、ニジェールデルタのイボ人はOrimiriまたはOrimiliと呼ぶが、これはイボ語で「大きな水」という意味である。「ニジェール」という呼び名はもともと中流域のみに適用された呼び名であるが、名前の由来ははっきりとはわかっていない。有力な説としては、トゥアレグ人の呼び名であるEgerew N-Igerewenが、ラテン語のniger「黒」という単語の影響を受けて変化し、トンブクトゥ周辺の中流域をさす言葉となったという説である。トンブクトゥを南限とするサハラ・地中海交易ルートは、近代に入るまでヨーロッパ人のこの地域に対する唯一の情報源であった。

## 歴史
ニジェール川流域、特に中流域は、紀元前2000年ごろからサハラの乾燥化が進むに連れてオアシスとしての機能を果たすようになり、砂漠化する北部からの流入者が集住するようになった。このころから農耕が始まり、この地域ではグラベリマ稲（Oryza glaberrima）やフォニオ、シコクビエ、ソルガムやトウジンビエなどが栽培化され、世界の農耕文化の起源地の一つとなっている。一方下流域においては、ジョス高原において紀元前35世紀ごろからノク文化が栄えた。ノク文化は、土偶や土器で知られ、のちのイフェ王国やベニン王国の彫刻造形に影響を与えた。また、紀元前5世紀ごろからは製鉄がはじまり、この技術はバントゥーの拡散とともに全アフリカへと広まった。
3世紀には北アフリカでラクダが家畜化され、これによってそれまで細々とした交流しかなかった北アフリカとニジェール川流域の間に交易ルートが開かれた。降水量の関係でラクダの使用限界はニジェール川流域北部までであり、それ以南ではロバを使役動物として使用せざるを得ないこと、および船による交易の関係から、荷物の積み替え場所としてニジェール川沿いには交易都市が成立するようになった。交易は富を生み、やがて8世紀頃よりこの地域にはサハラ交易と農耕を経済基盤とした王国が成立するようになる。

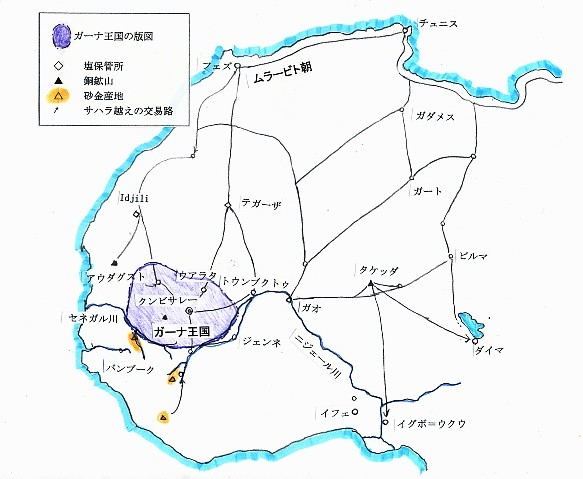
11世紀頃のガーナ王国とサハラ越えの交易路

この地域で最も古い王国は、790年ごろに建国されクンビ＝サレー (Kumbi Saleh) に都を置いたガーナ王国である。ガーナ王国は現在のモーリタニア南部からニジェール川本流の北岸周辺までを領域とし、ギニア高地の黄金とサハラ中央部にあるタガザの塩の中継交易によって栄えた。この地域にイスラム教が伝来したのもこの時期である。ガーナ王国は1076年にムラービト朝の聖戦によって首都を占領され、以後衰退の道をたどった。ガーナ王国衰退後、この地域は小国が乱立する時代を迎えたが、やがて1230年ごろにニジェール川上流のニアニで建国されたマリ王国が勢力を伸ばし、1235年にはガーナ王国の領域を支配下に置き、14世紀にはマンサ・ムーサのもとで最盛期を迎えた。マリ王国の時代にイスラム教がこの地域に浸透し、また王国は支配下に収めた河港都市ジェンネやモプティ、トンブクトゥで経済に力を入れ学芸を保護したため、トンブクトゥはイスラム学芸の中心地となった。17世紀にはマリ王国は衰微したが、代わって東部のガオに都を置くソンガイ帝国が力をつけ、1468年にはトンブクトゥを支配下に収めて流域に覇を唱え、16世紀初頭にはアスキア・ムハンマド王の下で最盛期を迎えた。しかし、1591年にモロッコのサアド朝の遠征軍によってソンガイ王国は滅亡した。
ソンガイ王国滅亡後、この地域に流域を束ねる巨大帝国が出現することはなかった。サアド朝はトンブクトゥやガオなど主要都市に代官を置いて統治したものの、まもなく本国モロッコで内乱が起き、サアド朝の統治権は名ばかりのものとなった。駐留軍のモロッコ人は土着化しつつ1833年までガオ、トンブクトゥ、ジェンネといった重要都市の支配権を握り続けたものの、流域全体に支配権を及ぼす力はなく、それ以外の地域には群小国家が乱立することとなった。政情の不安定化と大勢力の消滅は交易の拠点の東遷を招き、サハラ交易のメインルートは東のハウサ諸王国や、さらに東のカネム・ボルヌ帝国へと移っていった。そんな中、1660年ごろにセグーで建国されたバンバラ王国（セグー王国）が、幾度かの消長を繰り返しながら内陸デルタの最大勢力となっていった。これまでの内陸デルタの諸王国とは違い、バンバラ王国はイスラム教を受け入れず独自の宗教を維持し続けた。バンバラ人がイスラム教を受け入れるのは19世紀のフラニの聖戦（後述）以後のこととなる。
このころ下流域においては、デルタ周辺に15世紀ごろにはベニン王国が栄えていた。ベニンはヨルバ諸王国と緊密な関係を持ち、オヨ王国からは独立していたもののイフェを中心とする聖界秩序に組み込まれていた。1483年、ベニンにポルトガル人が来航し、以後海岸部はヨーロッパ人による大西洋の貿易システムに組み込まれるようになった。これにより内陸部の交易は勢いを失い、この衰退がニジェール川中流域の大帝国の消失をもたらした一因ともなった。この地域から移出される商品で最も重要なものは奴隷であり、この地域では奴隷狩りが横行するようになった。ベニンはこの流れの中で衰退していく。ベニンの東に居住していたイボ人たちは無頭性社会を築いており、人口は多かったものの王国を建設することはついになかった。
18世紀に入ると、流域の牧畜民であるフラニ人が聖戦を宣して各地にイスラーム国家を建設するようになった。最初のフラニ・イスラム国家は1726年にフータ・ジャロンに建設されたフータ・ジャロン王国（1725年 - 1896年）である。1804年にはウスマン・ダン・フォディオがジハードを起こし（フラニの聖戦 - フラニ戦争）、1809年にはハウサ諸王国を打倒してソコト帝国を建国した。さらに1818年には内陸デルタにマシーナ王国が、1853年にはトゥクロール帝国が建国された。トゥクロール帝国は、1861年にはバンバラ王国を打倒し、1862年にはマーシナ王国も滅ぼして上中流域を支配下に収めた。その後内紛によってトゥクロール帝国は衰え、代わって1861年ごろに現在のギニア西部に当たる上流域を中心にサモリ・トゥーレによって建国されたサモリ帝国が勢力を伸ばしていった。
しかしこのころには、すでにヨーロッパ列強がこの地域に進出を開始していた。19世紀末になると、上中流域にはフランスが、下流域にはイギリスが勢力を伸ばし、サモリ帝国やトゥクロール帝国、ソコト帝国などの抵抗を撃破してこの地方を植民地化した。その後、1957年に上流域がギニアの領域として独立したのを皮切りに、1960年に下流域はナイジェリア、中流域はニジェールおよびマリの領域として独立した。

## 探険史
アフリカ大陸内陸部にニジェール川という川が流れていることは、古くからアフリカ以外の人々にも知られていた。アラブ人の中にはこの地域まで足を伸ばすものもおり、1352年にはイブン・バットゥータが当時マリ王国領だったニジェール河畔を訪れ、1355年に出版された彼の著書『諸都市の新奇さと旅の驚異に関する観察者たちへの贈り物』にもニジェール川の記載がある。しかし、彼らが行くことができたのは中流域のみで、その川がどこに流れ込んでいるのかは、外部の誰にも知られていなかった。イブン・バットゥータも、ニジェール川をナイルと記し、ニジェール川はナイル川の支流であると考えていた。大航海時代が到来すると、ヨーロッパ人たちが海岸部に拠点を作るようになるが、彼らもレオ・アフリカヌスやアラブ圏のから書物の知識によってニジェール川の存在は知っていたものの、流路については謎のままだった。ナイル川、セネガル川、コンゴ川などとつながっていると考えるものも多かった。また、当時はヨーロッパの勢力は海岸部に限定されており、内陸部に行くことも難しかった。そんな中、1788年にロンドンにおいてアフリカ協会が設立され、アフリカ内陸部の探険に力が入れられるようになった。
ヨーロッパ人で最初にニジェール川流域にたどりついたのはムンゴ・パークである。1795年に出発した彼は、ガンビア川をさかのぼって東へ向かい、1796年7月20日にニジェール川に到達。その後も東進し、ニジェール内陸デルタの端のセグーまで到達した。1805年、2度目の探険に彼は出発し、中流を制覇してニジェール川の河口まで残り3分の1の地点までたどりついたが、現在のカインジ・ダム付近にあるブサで現地住民に襲撃され死亡した。この探険によってニジェール川の情報はかなり蓄積されたが、下流の流路および河口は未だ不明であった。
1822年にはディクソン・デンハムとヒュー・クラッパートン、ウォルター・ウドニーがサハラの北にあるリビアのトリポリから出発し、フェザーンやチャド湖を通ってカノへ、さらにソコト帝国の首都ソコトまでたどりついたが、そこから南下することはできなかった。一方、1824年にはフランス人のルネ・カイエがセネガル川から東へ向かい、ニジェール本流から外れているためパークが発見できなかったトンブクトゥにたどりついた。1825年にはヒュー・クラッパートンが2度目の探険にベニン湾から北上し、パークの死んだ地を確認した。ここでクラッパートンは熱病にかかり死去したものの、彼の従者であったリチャード・ランダーがそこからニジェール川を下り、スペイン領フェルナンド・ポー島（現ビオコ島）にたどりついたことで、ニジェール川はギニア湾のニジェール・デルタへと注いでいることが確認された。

## 民族
ニジェール川流域には、多くの民族が居住している。上流域からナイジェリア北部までの広い範囲には、遊牧民族のフラニ人（フルベ人）が居住している。フラニ人が多く居住するのは最上流域のギニアのフータ・ジャロン山地であるが、中流域にも多く、またかつてのソコト帝国の支配階級だった関係からナイジェリア北部でもハウサ人と一体化しながら勢力を保っている。また、かつてのマリ帝国の遺民であるマリンケ人も多い。マリンケ人のほかにも、ソニンケ人やバンバラ人といったマンディンカ族（マンデ系）の諸民族は、ニジェール上流域を本拠としている。マリの首都バマコ周辺には、農耕民族のバンバラ人が多い。その下流の内陸デルタは、バンバラ人やフラニ人などのほか、漁労民族であるボゾ人やソモノ人が本拠としている。この2民族は漁労や水運に特化しており、ニジェール川交通の担い手となってきていた。デルタの下流には、遊牧民族のトゥアレグ人や農耕・通商民族のソンガイ人が多く住む。ニジェールに入ると、住民はソンガイ人からジェルマ人（ザルマ人）が多くなる。ソンガイとジェルマは近縁で、ジェルマ・ソンガイと呼ばれることもある。ナイジェリアに入ると、住民はハウサ人が多い地域となるが、南下するに従って他民族のエリアとなる。イギリス領植民地時代はニジェール川が北部（ハウサ人中心）と南部（ヨルバ人中心）、東部（イボ人中心）の境界となったように、だいたいにおいてニジェール川が諸民族の境界線となっている。上記三大民族のほかにも、中部のヌペ人やベニンシティ中心のエド人などといった中小民族も数多い。ニジェール・デルタに入ると、住民はイジョ人が中心となる。

## 経済
流域では工業はあまり発達していないが、乾燥地域における貴重な水源であり、特にマリやニジェールにおいて農業面で非常に重要な役割を果たしている。内陸デルタにおいては稲が主要な穀物であり、また綿花や粟、ソルガムも流域で多く栽培される。また内水面漁業も重要であり、ニジェール川でとれる魚は特に1960年代、綿花と牛に次ぐ第三位の輸出量を持つマリの重要な輸出品のひとつとなっていた。河口部のニジェール・デルタにおいては石油が大量に埋蔵されており、その採掘のためデルタには無数の油井が掘られ、ナイジェリア経済を支えている。一方で石油会社と地元住民の間には環境や経済面から対立が絶えず、地域の不安定要因となっている。
ニジェール川には本流支流ともにいくつかのダムが建設されている。上流域ではマリのシカソ州に、支流のサンカラニ川にセリングエ・ダムが建設されている。このダムは水力発電が主目的であるが、灌漑用水も供給している。バマコの下流にあるソツバと、セグーの下流にあるマルカラには分流用の堰が作られ、ここから供給される灌漑用水は54000ヘクタールを灌漑している。ナイジェリアには本流にカインジ・ダムやジェバ・ダムが作られているが、これは主に水力発電用に使用されている。
ニジェール川流域の国における慢性的な電力不足を緩和するために、なおいくつかの新規の水力発電用ダムの建設が進められているが、ニジェール川の水資源は、灌漑用水量の増加と気候変動による砂漠化の影響によって圧迫されている。
国際連合食糧農業機関はニジェール川流域の灌漑可能な耕地面積を280万ヘクタールと見積もっているが、1980年代末には灌漑されている農地は93万ヘクタールに過ぎなかった。灌漑の潜在可能面積はナイジェリアで168万ヘクタール、マリで56万ヘクタールと推定されていたが、実際の灌漑面積はナイジェリアが67万ヘクタール、マリが19万ヘクタールであった。

## 開発計画
2008年4月、流域諸国で構成されるニジェール川流域機構はニジェール流域水利憲章を作成し、流域全体の30年の開発計画と、5年の重点投資計画を発表した。この憲章では統合的な水資源管理を促進するため、新規プロジェクトの審査と承認のための手順を定義し、部門間の水資源の配分のための枠組みを提供し、水生生態系の完全性の維持や両国間の紛争解決のための手順を定義している。また、重点投資項目にはマリのTaoussaダム建設計画および2008年8月から建設されているニジェールのカンダジ・ダムを指定し、両ダムによる灌漑農業の拡大によって食糧安全保障を促進するほか、ナイジェリアにある二つの既存のダム、カインジ・ダムとジェバ・ダムの改修も指定されている。
これらの投資のほとんどは政府開発援助によってまかなわれることが予定されている。たとえば、Kandadjiダムの建設資金はイスラム開発銀行、アフリカ開発銀行、石油輸出国機構開発基金からの援助によって賄われている。世界銀行は、12年間にわたる流域でのプロジェクトの資金調達のために2007年7月に5億ドルのローンを承認した。この資金は2つのフェーズに分けて授与され、初期の1.85億ドルの資金はナイジェリア、ギニア、ベナン、マリ、ニジェールに供与され、後期の3.15億ドルの投資は、ブルキナファソ、カメルーン、チャド、コートジボワールへの供与が予定されている。ナイジェリアにおける2つの巨大ダム改修のほかに、地元での小規模な灌漑システムや地域での生態系の管理システムにも資金が供与されることが予定されている。
2009年9月、ナイジェリア政府は360億ナイラをかけて、バロからワリにかけての数百マイルの間のニジェール川のシルトを取り除く計画を発表した。この浚渫によって、現在孤立している集落の多くが大西洋に直接結び付けられ、商品輸送が容易になることで経済発展が望めるとした。この計画自体は6ヶ月から8ヶ月で終了すると予定されているが、最初に政府によって提唱された後、43年間この計画は日の目を見ていなかった。この計画について当時のナイジェリア大統領であるウマル・ヤラドゥアはロコジャにて声明を発表し、2020年までにナイジェリアが20大工業国に入る計画において、ニジェール川の通年航行は重要な役割を担うだろうとコメントした。ナイジェリアの運輸大臣であるアルハジ・イブラヒム・ビオは、この計画が予定の期間中に完成するように全力を尽くすとコメントした。しかし幾人かの市民運動家は、この計画が流域住民に悪影響をもたらすとしてこの計画に反対している。2010年3月下旬には、この計画は50%完了した。

## 交通

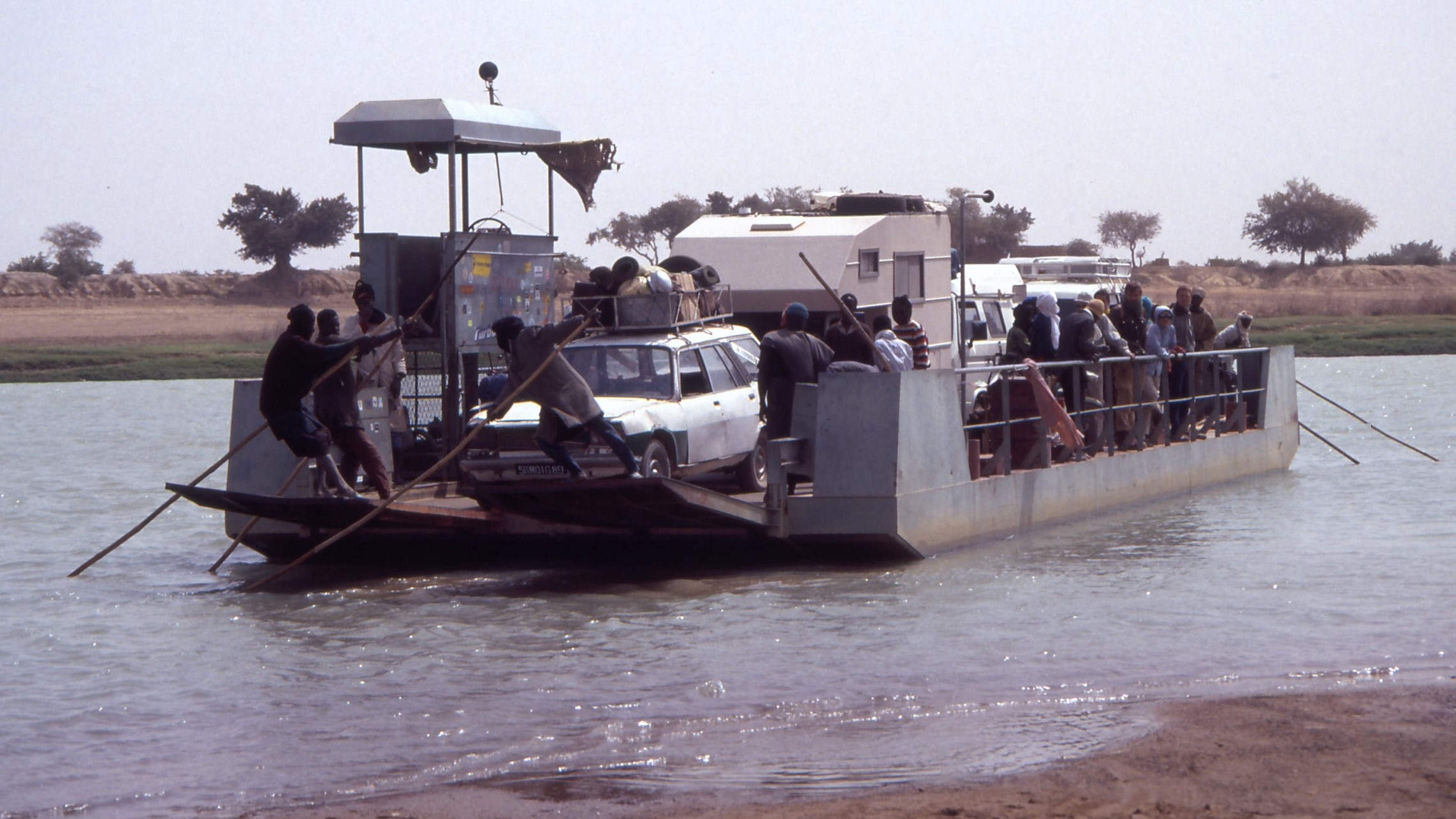
モプティ近郊のフェリー（1990年）

河川の長大さに比して、水運はさかんとは言いがたい。理由としては、上流・中流域のほとんどがステップ気候やサバナ気候に属し、雨季と乾季が明瞭に分かれているため、渇水期には水量が大きく減少し、船舶の航行が不可能になるためである。さらに、中流域と下流域の間には急流が何か所か存在し、船舶の航行を阻んでいて、水運での外洋連絡が不可能である。マリの首都バマコも、59km下流のクリコロとの間に急流が存在するため通年航行不能で、両都市間は鉄道によって結ばれている。それでも、流域においては交通インフラが整備されていないため、増水期の間には船が運航され、流域の重要な交通手段となっている。中流域では、8月から12月ごろにかけての増水期にはマリ共和国のクリコロからガオまでの1308kmには大型船が航行することができ、両都市や途中のセグー・モプティ・ジェンネ・トンブクトゥの外港カバラといった街々を結ぶ動脈となっている。貨物輸送量は1997年から1998年には年間16000トンであった。また、増水期にはモプティから支流のバニ川をサンの街まで224km航行することが可能である。下流域においては水量の問題はかなり軽減され、河口からオニチャまでは船舶が、ニジェール川とベヌエ川の合流点であるロコジャまでは艀で通年航行が可能であり、増水期にはニジェール川でもより上流まで、ベヌエ川においてはカメルーン領内のガルアまで航行が可能となる。

## 環境
流域中央部で砂漠化が進行しており、環境に大きな影響が出ている。セグーからトンブクトゥにかけての内陸デルタは1980年代から乾燥化が進行し、面積が大幅に縮小している。この乾燥化によって、それまでの内陸デルタの主要作物であった稲の生産が激減し、それによって刈り取り後の稲の茎を飼料としていた牛の生産も減少し、さらに牛の糞によって富栄養化されていた湿原の湖沼が激減した上養分も減少したことから、河川漁業も壊滅的な被害を受けた。また、流域の漁民が近代的な漁具を用いた漁業をおこなうようになったため乱獲となり、これも漁業資源の減少の原因となっている。ニジェール川中流域は乾燥地域内の巨大なオアシスを形成しているため、渡り鳥の越冬地ともなっている。

## 支流
- ベヌエ川 - ニジェール川最大の支流。
- ソコト川